# Редаэр-Бах
Редаэр-Бах (нем. Rhedaer Bach) — река в Германии, протекает по земле Северный Рейн-Вестфалия. Площадь бассейна реки составляет 57,058 км². Длина реки — 23,27 км.
Приток реки Эмс, в которую впадает у города Харзевинкель. В долине реки на острове в пруду, питаемом рекой Редаэр-Бах и отделённом от неё кульвертом рукавом Лайбах, расположен замок Татенхауз.

## Притоки
- Эллерброккграбен — левый приток.